# Синенко, Владимир Григорьевич
Владимир Григорьевич Синенко (21 октября 1950 — 7 сентября 2015, Екатеринбург) — советский хоккеист, защитник. Российский тренер.

## Биография
Воспитанник петропавловского хоккея, тренер Алексей Воронин).
С 17 лет — в «Авангарде».
Сезон 1972/73 отыграл в высшей лиге в составе челябинского «Трактора». Следующий сезон в рамках прохождения армейской службы провёл в команде второй лиги СКА Свердловск.
Приглашался в ЦСКА, но по семейным обстоятельствам перешёл в «Автомобилист» Свердловск, с которым в 1977 году вышел в высшую лигу. По ходу сезона 1979/80 перешёл в команду первой лиги «Рубин» Тюмень.
В сезонах 1983/84 — 1985/86 играл во второй лиге за «Металлист» Петропавловск, в последнем сезоне был играющим тренером.
Окончил Петропавловский педагогический институт (1972). Тренер в школе «Юность» (Свердловск, 1986—1991). В команде «Кедр» Новоуральск — тренер (1993—1994, 1996—1998), главный тренер (1995—1996, 1998—2001). Главный тренер команды «Динамо-Энергия-2» (2004—2005).
Скончался 7 сентября 2015 года, похоронен на Лесном кладбище Екатеринбурга.